# Australska tajna obavještajna služba
Australska tajna obavještajna služba (eng.: Australian Secret Intelligence Service, ASIS) je obavještajna služba Australije. ASIS radi za australsku vladu i odgovorna je za prikupljanje podataka i informacija u stranim zemljama, protuobavještajno djelovanje i suradnju s drugim stranim obavještajnim službama. ASIS obavlja istu ulogu kao britanski MI6 ili američka CIA. ASIS je dio australskog Ministarstva vanjskih poslova i trgovine. Sjedište ASIS-a je u Canberri.

## Misija
Australska tajna obavještajna služba (ASIS) je australska tajna služba zadužena za prikupljanje obavještajnih podataka iz ljudskih izvora (HUMINT). Misija ASIS-a je:
- Štititi i promicati vitalne interese Australije kroz pružanje jedinstvenog obavještajnog djelovanja u inozemstvu prema uputama australske vlade.

## Ciljevi
Ciljevi Australske tajne obavještajne službe prema Zakonu o obavještajnim službama iz 2001. godine su:
- Prikupljanje stranih obavještajnih podataka, koji nisu dostupni na drugi način, što može utjecati na interese Australije
- Dijeljenje tih obavještajnih podataka s Vladom, uključujući ključne odjela i agencije za politiku
- Poduzeti protuobavještajne aktivnosti koje štite interese i inicijative Australije;
- Suradnja s drugim obavještajnim i sigurnosnim službama u inozemstvu u skladu s nacionalnim interesima Australije

## Povijest
Australska tajna obavještajna služba (ASIS) je australska vanjska obavještajna služba. ASIS je osnovan 1952. godine, ali je njegovo postojanje ostalo u tajnosti čak i unutar australske Vlade do 1972. godine. 
ASIS je osnovan 13. svibnja 1952., na sastanku Saveznog izvršnog vijeća, izvršnim nalogom premijera Robert Menziesa prema članku 61. Ustava, kojim je Alfred Deakin Brookes imenovan za prvog glavnog ravnatelja ASIS-a. 
Povelja ASIS-a od 15. prosinca 1954. opisuje ulogu ASIS-a kao "dobivanje i raspodjela obavještajnih podatka, kao i planiranja i provođenja posebnih operacija koje mogu biti potrebne". ASIS izričito djeluje izvan australskog teritorija. Smjernica ministra od 15. kolovoza 1958. naznačila je da njegova uloga u specijalnim operacijama uključuje provođenje "posebne političke akcije". Također je naznačeno da će organizacija biti pod nadzorom ministra vanjskih poslova, a ne ministra obrane. U to je vrijeme ASIS bio u velikoj mjeri modeliran na tajnoj obavještajnoj službi Ujedinjenog Kraljevstva, također poznatoj kao MI6. ASIS se u jednom trenutku nazivao MO9.
Postojanje ASIS-a je senzacionalno otkriveno 1. studenog 1972. od strane The Daily Telegrapha iz Sydneyja koji je pisao o zapošljavanju agenata ASIS s australskih sveučilišta za aktivnosti špijunaže u Aziji. U Ministarskoj izjavi iz 1977. godine navodi se da je glavna funkcija ASIS-a "nabaviti, na način i pod uvjetima koje propisuje Vlada, strane obavještajne podatke u svrhu zaštite ili promicanja Australije ili njenih interesa." Premijer Gough Whitlam je 21. kolovoza 1974. osnovao prvo povjerenstvo kako bi istražio australske obavještajne službe.
Premijer Malcolm Fraser javno je objavio postojanje ASIS-a i njegovih funkcija na preporuku Kraljevske povjerenstva za obavještajne poslove i sigurnost 25. listopada 1977. godine. 
ASIS od 2008. godine obučava japanske agente za špijunažu. Japan ima namjeru uspostaviti svoju prvu inozemnu obavještajnu službu od Drugog svjetskog rata. ASIS je preuzeo ključnu ulogu u obučavanju japanskih špijuna jer je Tokio odlučio osnovati stranu obavještajnu službu kako bi prikupio informacije o izazovima regionalne sigurnosti, poput onih koje predstavlja Sjeverna Koreja, uspon Kine i prijetnja islamističkog terorizma. Program je dio produbljivanja sigurnosnih i trgovinskih odnosa između Australije i Japana, izgrađenih dijelom na zajedničkoj želji za protutežom rastućoj moći Kine.
Prema riječima Australskog instituta za vanjske poslove: "Australsko-japanski odnosi su na visokoj razini; povećana obrambena i sigurnosna suradnja između te dvije države djeluje u kontekstu sve ratobornije Kine koja gura granice prihvatljivog ponašanja. Kada danas govorimo o poretku utemeljenom na pravilima, govorimo o međunarodnom sustavu koje je izgradio Zapad. Kineski izazov ovom poretku utemeljenom na pravilima nije napravljen u potrazi za anarhijom, već je motiviran željom da u toj regiji prevlada Kina. Kineska agresija u Južnom kineskom moru stoga predstavlja testiranje voda. Kina gura granice statusa quo, da vidi koliko daleko može proširiti svoj doseg bez posljedica."

## Ravnatelji
| Ravnatelj                          | Razdoblje     |
| ---------------------------------- | ------------- |
| Alfred Brookes                     | 1952. – 1957. |
| Ralph Harry                        | 1957. – 1960. |
| General bojnik Sir Walter Cawthorn | 1960. – 1968. |
| Bill Robertson                     | 1968. – 1975. |
| Ian Kennison                       | 1975. – 1981. |
| John Ryan                          | 1981. – 1983. |
| Brigadni general Jim Furner        | 1984. – 1992. |
| Rex Stevenson                      | 1992. – 1998. |
| Allan Taylor                       | 1998. – 2003. |
| David Irvine                       | 2003. – 2009. |
| Nick Warner                        | 2009. – 2017. |
| Brigandni general Paul Symon       | 2017. -       |

## Poveznice
- CIA, američka obavještajna služba
- BND, njemačka obavještajna služba
- DGSE, francuska obavještajna služba
- ISI, pakistanska obavještajna služba
- MI6, britanska obavještajna služba
- Mossad, izraelska obavještajna služba
- SOA, hrvatska sigurnosno-obavještajna služba
- SVR, ruska obavještajna služba
- RAW, indijska obavještajna služba

## Vanjske poveznice
- Službene stranice